# Elecciones regionales en Colombia
En Colombia, las elecciones regionales, o comicios regionales, son aquellas en las cuales el pueblo elige a sus dignatarios regionales, esto es, departamentales, municipales y distritales.
Entre los dignatarios elegidos durante los comicios regionales se incluyen:
- Alcalde Mayor de Bogotá
- Gobernadores de los departamentos de Colombia.
- Diputados a las Asamblea Departamental
- Alcalde de los municipios de Colombia.
- Concejales al Concejo Municipal o Distrital
- Ediles de las Juntas Administradoras Locales (J.A.L)

## Historia
Hasta 1986, los comicios regionales coincidían con las elecciones legislativas cada dos años y elegían únicamente a diputados y concejales.
A partir de 1986, con la prórroga de los Acuerdos de la Uribe, se aprobó la elección popular de alcaldes, los cuales se elegían junto con las elecciones legislativas. De esta forma en 1986, 1988 y 1990 los electores en un municipio eligieron:
1. Senadores de la República. (la mitad del senado, ya que el término era de 4 años)
2. Representante a la Cámara por cada uno de los Departamentos.
3. Diputados a la Asambleas Departamentales
4. Alcaldes municipales
5. Concejales municipales

En 1990, se estableció un voto adicional para convocar a una Asamblea Nacional Constituyente y se conoció como la Séptima papeleta.
Con la Constitución de Colombia de 1991, se separaron las elecciones regionales (que se celebraron cada dos, tres y actualmente cada cuatro años) de las elecciones legislativas. Se estableció en la Constitución de 1991 la Elección Popular de Gobernadores, la primera de las cuales se realizó en 1992.
A partir de 2023 las elecciones para Alcalde Mayor de Bogotá y otras ciudades de Colombia se realizaran bajo el formato de segunda vuelta electoral.

## Principales elecciones regionales
Todas las elecciones regionales en Colombia se han celebrado bajo el sufragio universal.
| Constitución         | Elecciones regionales en Colombia                                             | Fechas                    |
| -------------------- | ----------------------------------------------------------------------------- | ------------------------- |
| Constitución de 1886 | Celebrada junto a las elecciones legislativas                                 | 1988 • 1990.              |
| Constitución de 1991 | Elecciones por un periodo de 2 años.                                          | 1992 • 1994               |
| Constitución de 1991 | Elecciones por un periodo de 3 años.                                          | 1997 • 2000 • 2003.       |
| Constitución de 1991 | Elecciones por un periodo de 4 años.                                          | 2007 • 2011 • 2015 • 2019 |
| Constitución de 1991 | Elecciones por un periodo de 4 años con segunda vuelta electoral para Bogotá. | 2023                      |